# Nicolás Cordero
Nicolás Fernando Cordero (Buenos Aires, Argentina; 11 de abril de 1999) es un futbolista argentino. Juega como delantero y su primer equipo fue Huracán. Actualmente milita en Instituto de Córdoba de la Liga Profesional.

## Clubes
- Actualizado al 20 de julio de 2025

| Club                 | Div.                | Temporada           | Liga | Liga | Copa Nacional | Copa Nacional | Copa Internacional | Copa Internacional | Total | Total |
| Club                 | Div.                | Temporada           | PJ   | G    | PJ            | G             | PJ                 | G                  | PJ    | G     |
| -------------------- | ------------------- | ------------------- | ---- | ---- | ------------- | ------------- | ------------------ | ------------------ | ----- | ----- |
| Huracán Argentina    | 1.ª                 | 2016/17             | 0    | 0    | 0             | 0             | -                  | -                  | 0     | 0     |
| Huracán Argentina    | 1.ª                 | 2017/18             | 0    | 0    | 0             | 0             | -                  | -                  | 0     | 0     |
| Huracán Argentina    | 1.ª                 | 2018/19             | 2    | 0    | 1             | 0             | 2                  | 0                  | 5     | 0     |
| Huracán Argentina    | 1.ª                 | 2019/20             | 13   | 2    | 1             | 0             | 2                  | 0                  | 16    | 2     |
| Huracán Argentina    | 1.ª                 | 2020                | -    | -    | 10            | 1             | -                  | -                  | 10    | 1     |
| Huracán Argentina    | 1.ª                 | 2021                | -    | -    | 8             | 1             | -                  | -                  | 8     | 1     |
| Huracán Argentina    | 1.ª                 | 2022                | 15   | 3    | 10            | 1             | -                  | -                  | 25    | 4     |
| Huracán Argentina    | 1.ª                 | 2023                | 23   | 4    | 4             | 2             | 10                 | 0                  | 37    | 6     |
| Huracán Argentina    | 1.ª                 | 2024                | 0    | 0    | -             | -             | -                  | -                  | 0     | 0     |
| Huracán Argentina    | Total               | Total               | 53   | 9    | 34            | 5             | 14                 | 0                  | 101   | 14    |
| Unión Argentina      | 1.ª                 | 2021                | 14   | 2    | -             | -             | -                  | -                  | 14    | 2     |
| Unión Argentina      | Total               | Total               | 14   | 2    | -             | -             | -                  | -                  | 14    | 2     |
| Querétaro · México   | 1.ª                 | 2023/24             | 20   | 1    | 0             | 0             | -                  | -                  | 20    | 1     |
| Querétaro · México   | Total               | Total               | 20   | 1    | 0             | 0             | -                  | -                  | 20    | 1     |
| Argentinos Argentina | 1.ª                 | 2024                | 9    | 0    | -             | -             | -                  | -                  | 9     | 0     |
| Argentinos Argentina | 1.ª                 | 2025                | 1    | 0    | -             | -             | -                  | -                  | 1     | 0     |
| Argentinos Argentina | Total               | Total               | 10   | 0    | -             | -             | -                  | -                  | 10    | 0     |
| Instituto Argentina  | 1.ª                 | 2025                | 8    | 0    | 1             | 0             | -                  | -                  | 9     | 0     |
| Instituto Argentina  | Total               | Total               | 8    | 0    | 1             | 0             | -                  | -                  | 9     | 0     |
| Total en su carrera  | Total en su carrera | Total en su carrera | 105  | 12   | 35            | 5             | 14                 | 0                  | 154   | 17    |